# توسعه‌دهنده بازی ویدئویی

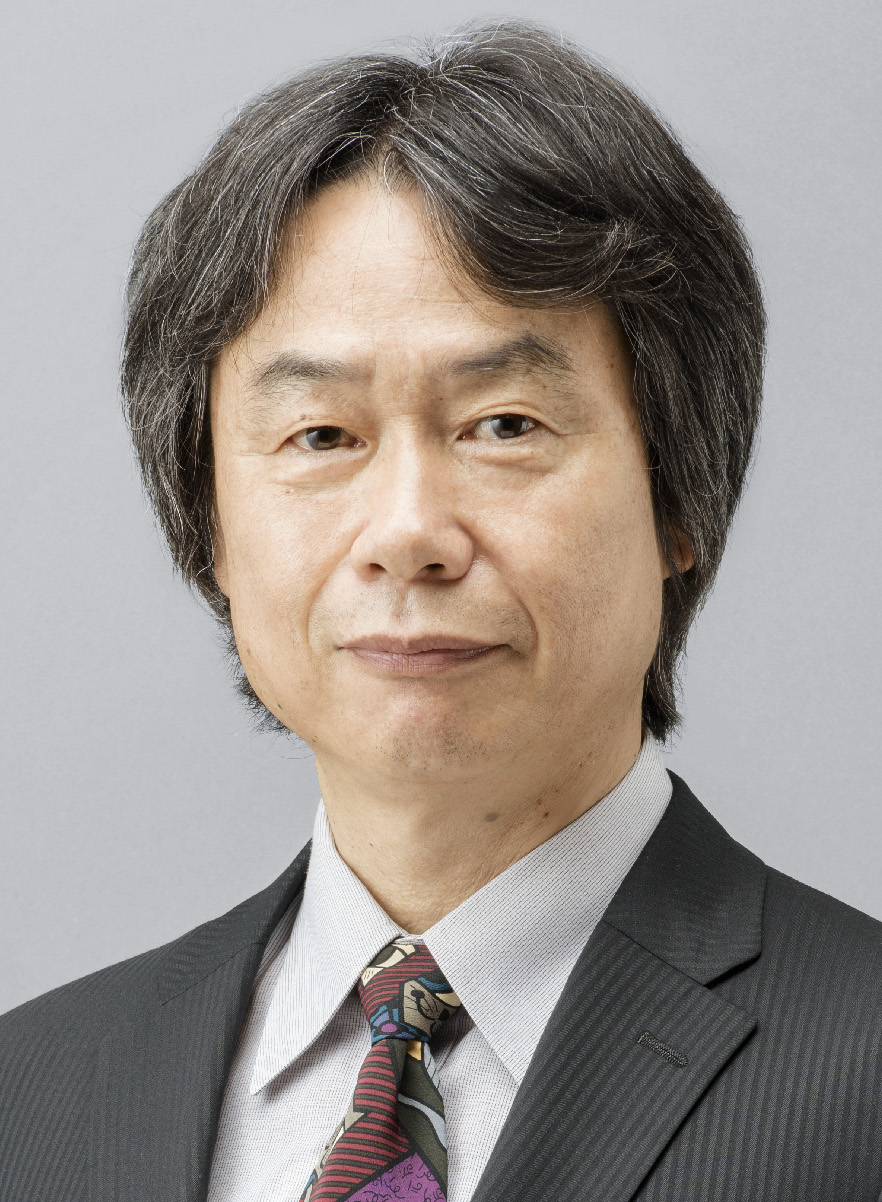
شیگرو میاموتو از نینتندو جزو معروفترین بازی سازان

توسعه‌دهنده بازی ویدئویی یک توسعه‌دهنده نرم‌افزار است که در توسعه بازی‌های ویدئویی و فرایند و رشته‌های مربوط به آن تخصص دارد. یک توسعه دهنده بازی می‌تواند کسی باشد که تمام وظایف را به تنهایی بر عهده می‌گیرد یا یک شرکت بزرگ باشد که مسئولیت‌ها را میان کارکنان خود در رشته‌هایی مانند برنامه‌نویسی، طراحی، هنر، آزمایش و غیره تقسیم می‌کند. بیشتر شرکت‌های توسعه بازی دارای پشتیبانی مالی ناشر بازی‌ها ویدئویی و بازاریابی هستند. توسعه دهندگانی که به تنهایی کار می‌کنند به عنوان توسعه دهندگان مستقل شناخته می‌شوند و معمولاً بازی‌های Indie می‌سازند.
یک توسعه دهنده بازی ممکن است در یک کنسول بازی ویدئویی (مانند نینتندو سوییج نینتندو، ایکس باکس یک مایکروسافت، پلی استیشن ۴ سونی) تخصص پیدا کند، یا ممکن است تعدادی از سیستم‌ها را توسعه دهد (از جمله رایانه‌های شخصی و دستگاه‌های تلفن همراه).  توسعه دهندگان بازی‌های ویدئویی در گونه‌های خاصی از بازی‌ها مهارت پیدا می‌کنند (مانند بازی‌های ویدیویی نقش آفرینی یا بازی‌های تک تیرانداز). برخی روی سازگار کردن بازی‌ها روی سیستم‌های مختلف یا ترجمه بازی‌ها از یک زبان به دیگر تمرکز می‌کنند. به‌طور غیر معمول، بعضی از آن‌ها علاوه بر توسعه بازی‌های کامپیوتری توسعه نرم‌افزار نیز انجام می‌دهند.
بیشتر ناشران بازی‌های ویدئویی برای استودیوهای توسعه دهنده بازی کار می‌کنند (مانند Electronic Arts، EA کانادا، استودیو Square Enix Activision رادیکال سرگرمی، Nintendo EAD و Polyphony Digital و Naughty Dog سونی). با این حال، از آنجا که انتشار بازی فعالیت عمده آن‌ها است، معمولاً به عنوان «ناشران» به جای «توسعه دهندگان» شناخته می‌شوند. توسعه دهندگان نیز ممکن است خصوصی باشند (مانند Bungie، شرکتی که مجموعه سری Halo را به‌طور جداگانه برای Xbox مایکروسافت توسعه داد).

## انواع

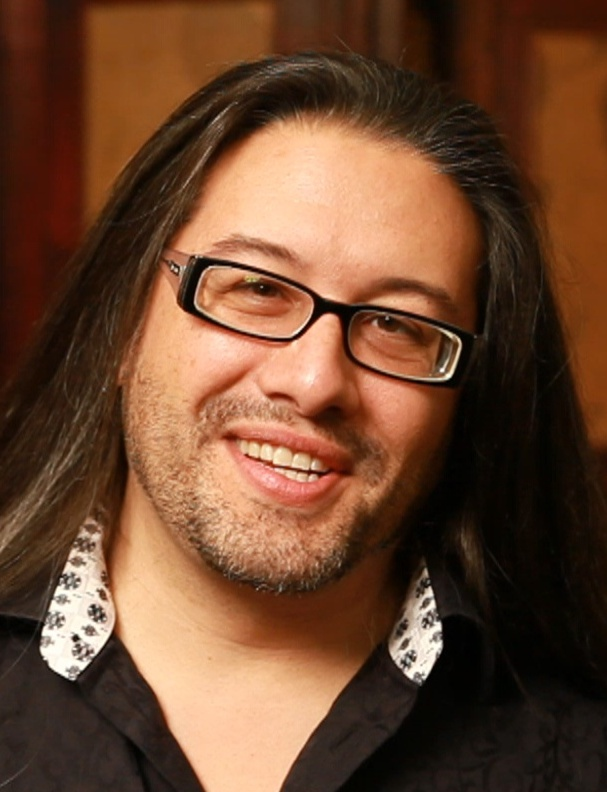
مصاحبه جان رومرو

### توسعه‌دهنده اول‌شخص
در صنعت بازی‌های ویدئویی، یک توسعه دهنده اول شخص عضوی از شرکت است که یک کنسول بازی ویدیویی تولید می‌کند و صرفاً آن کنسول را توسعه می‌دهد. توسعه دهندگان اول شخص ممکن است از نام خود شرکت استفاده کنند (مانند نینتندو)، نام یک بخش خاص از شرکت را داشته باشند (مانند پلی فونیک دیجیتال سونی) یا قبل از رسیدن به درجه تولیدکننده کنسول، یک استودیو مستقل بوده‌اند (از قبیل نادر یا ناتی داگ). کسب یک توسعه دهنده اول شخص در بخش تولیدکننده کنسول نیاز به سرمایه‌گذاری مالی بزرگی دارد. چه بخواهد برای تشکیل یک تیم جدید یا خرید یک استودیو مستقل باشد و اگر آن توسعه دهنده یک بازی موفق را در زمان معین تولید نکند، همهٔ آن سرمایه‌گذاری‌ها هدر می‌رود با این حال، استخدام توسعه دهندگان اول شخص سبب صرفه جویی در هزینه پرداخت حق امتیاز در سود یک بازی می‌شود.

### توسعه‌دهنده دوم‌شخص
توسعه دهنده دوم شخص یک اصطلاح محاوره ای است که اغلب توسط طرفداران بازی و رسانه‌ها استفاده می‌شود تا استودیوهای بازی را توصیف کنند که با صاحبان پلتفرم قرارداد می‌بندند تا بازی‌هایی برای آن پلتفرم تولید کنند. جهت حفظ تعادل، معمولاً به توسعه دهندگان دوم شخص درجه وفاداری (royalty rates) بالاتری نسبت به توسعه دهندگان سوم شخص نسبت می‌دهند تا آن‌ها توانایی نداشته باشند که بازی‌های یک پلتفرم خاص را برای پلتفرم‌های دیگر انتشار دهند. این استودیوها ممکن است توافق‌نامه‌هایی با صاحبان پلتفرم برای انتشار بازی ببندند (یا سایر روابط تجاری)، اما پس از تمام شدن قرارداد استقلال داشته باشند که آن بازی را توسعه دهند. برای مثال Insomniac Games (در ابتدا دوم شخص برای سونی)، Bungie (در اصل یک دوم شخص برای مایکروسافت) و Rareware (در اصل دوم شخص برای نینتندو) بودند.

### توسعه‌دهنده سوم‌شخص
در سال ۱۹۷۹، زمانی که اصطلاح «دوم شخص» در اصل به مصرف‌کنندگان اشاره می‌کرد، شرکت Activision اولین سازنده بازی‌های ویدئویی سوم شخص شد. یک توسعه دهنده سوم شخص ممکن است بازی‌هایی را منتشر کند یا برای یک انتشارات بازی کار کند تا عنوانی را بسازد. ناشر و توسعه دهنده نقش قابل توجهی در طراحی محتوای بازی دارند. اما، معمولاً خواسته‌های ناشر، خواسته‌های توسعه دهنده را نادیده می‌گیرد.
قرار کاری بین توسعه دهنده و ناشر تحت کنترل قراردادی است که لیستی از مهلت‌ها برای تحویل کارها در یک دوره زمانی را مشخص می‌کند. با به روزرسانی مهلت‌های قرارداد، ناشر تأیید می‌کند که کارها به اندازه کافی سریع انجام می‌شوند تا در مهلت تعیین شده تمام شوند و اگر برنامه طبق انتظارات پیش نرود، می‌تواند توسعه دهنده را متوجه سازد. هنگامی که هر مرحله به پایان می‌رسد (و پذیرفته می‌شود)، ناشر به توسعه دهنده حق امتیاز می‌دهد. توسعه دهندگان موفق ممکن است در چندین تیم که در بازی‌های مختلف برای ناشرین مختلف کار می‌کنند، فعالیت کنند. با این حال، به‌طور کلی، توسعه دهندگان سوم شخص معمولاً تیم‌های کوچک و نزدیک هستند. توسعه بازی‌های سوم شخص یک بخش ناپایدار است، زیرا توسعه دهندگان کوچک ممکن است به درآمد حاصل از یک ناشر وابسته باشند به طوری که یک بازی لغو شده ممکن است برای یک توسعه دهنده کوچک ویرانگر باشد. به همین دلیل، بسیاری از شرکت‌های کوچک توسعه کوتاه مدت هستند.
یک استراتژی که برای توسعه دهندگان موفق بازی‌های ویدیویی وجود دارد، این است که شرکتشان را به یک ناشر می‌فروشند و تبدیل به یک توسعه دهنده داخلی می‌شوند (توسعه دهنده ای که در خانه کار می‌کند). تیم‌های توسعه داخلی، در طراحی محتوای یک بازی در مقایسه با توسعه دهندگان شخص ثالث، آزادی بیشتری دارند. یکی از دلایل این است که علایق توسعه دهندگان سوم شخص باید با ناشران هم تراز شود چون توسعه دهندگان سوم شخص کارمندان ناشران هستند. ناشر ممکن است تلاش کمتری بکند تا اطمینان حاصل کند که تصمیمات توسعه دهنده، سبب هزینه زیاد ناشر نمی‌شود.
در سال‌های اخیر ناشران بزرگ، توسعه دهندگان شخص ثالث مختلف را استخدام کردند. در حالیکه این تیم‌های توسعه در حال حاضر از لحاظ فنی «در خانه» هستند، اغلب به کار خود به صورت خود مختار ادامه می‌دهند (با فرهنگ و شیوه‌های کاری خود). برای مثال Raven(1997) ،activision را خریداری کرد؛ (Neversoft (1999 که در سال ۲۰۱۴ با Infinity Ward ادغام شد؛ Z محور (۲۰۰۱)؛ (Treyarch (2001؛ (Luxoflux (2002؛ شابا (۲۰۰۲)،
(Infinity Ward (2003؛(Vicarsious Visions (2005. همه این توسعه دهندگان همانند قبل از استخدام شدن در حال فعالیت هستند، تفاوت اصلی، انحصار و جزئیات مالی است. ناشران تمایل دارند که نسبت به تیم‌های توسعه خود در رابطه با بودجه یا نرسیدن به مهلت‌ها نسبت به توسعه دهندگان سوم شخص بخشنده تر باشند.
یک توسعه دهنده ممکن است نهاد اصلی ایجاد یک قطعه نرم‌افزاری نباشد، معمولاً یک ابزار نرم‌افزاری خارجی را ارائه می‌دهد که به سازماندهی (یا استفاده از) اطلاعات برای محصول نرم‌افزار اولیه کمک می‌کند. چنین ابزارهایی می‌توانند یک پایگاه داده، Voice over IP یا افزونهی رابط کابر باشند؛ که به عنوان middleware نیز شناخته می‌شود. نمونه‌هایی از این موارد عبارتند از SpeedTree و Havoc.

### توسعه دهندگان بازی Indie
Independents توسعه دهندگان نرم‌افزاری هستند که وابستگی به هیچ ناشری ندارند. بعضی از این توسعه دهندگان خودشان بازی خود را منتشر می‌کنند و برای تبلیغ کار خود به اینترنت و تبلیغ نقلی اکتفا می‌کنند. بدون بودجه‌های بازاریابی بزرگ ناشران اصلی، ممکن است محصولاتشان در مقایسه با ناشران بزرگ مانند سونی، مایکروسافت و نینتندو کمتر شناخته شود. با ظهور انتشار دیجیتالی بازی‌های ارزان در کنسول‌های بازی، اکنون توسعه دهندگان بازی Indie این فرصت را دارند که برای انتشار گسترده بازی‌های خود قراردادهایی را با تولیدکنندگان کنسول ببندند.
دیگر توسعه دهندگان بازی Indie برای تعدادی از ناشران بازی‌های ویدئویی در پلتفرم‌های مختلف بازی می‌سازند در سال‌های اخیر این سبک رو به کاهش بود؛ ناشران بزرگتر، مانند Electronic Arts و Activision، به‌طور گسترده‌ای در حال تبدیل به استودیوهای داخلی هستند (معمولاً توسعه دهندگان مستقل سابق برای نیازهای توسعه خود استخدام شده بودند). 

## کیفیت زندگی
توسعه بازی‌های ویدئویی معمولاً در یک محیط کار ساده انجام می‌شود، با تی شرت و صندل و لباس معمولی کار. بسیاری از کارکنان این نوع محیط را از نظر حرفه‌ای و شخصی مطلوب می‌دانند. با این حال، صنعت نیز به کارکنان خود به مدت زمان طولانی نیاز دارد. (گاهی به مقداری که غیرقابل تحمل است) فرسودگی شغلی کارکنان غیرمعمول نیست.
برنامه‌نویس تازه‌کار اگر موفق به کسب موقعیت شغلی در یک شرکت ویدئویی متوسط تا بزرگ شود، می‌تواند به‌طور متوسط بیش از ۶۶٬۰۰۰ دلار در سال درآمد داشته باشد. یک توسعه دهنده با تجربه، بسته به تخصص و تجربه او، به‌طور متوسط حدود ۷۳۰۰۰ دلار در سال ۲۰۰۷ کسب می‌کند. توسعه دهندگان بازی Indie ممکن است فقط بین ۱۰٬۰۰۰ تا ۵۰٬۰۰۰ دلار در سال درآمد داشته باشند، بسته به اینکه نام آن‌ها چقدر معتبر است.
توسعه بازی علاوه بر بودن در بخشی از صنعت نرم‌افزار، در حوزه صنعت سرگرمی نیز است؛ اکثر بخش‌های صنعت سرگرمی (مانند فیلم‌ها و تلویزیون) نیاز به کارهای طولانی و متعهدانه از کارکنان خود دارد، مانند تمایل به نقل مکان یا نیاز به توسعه بازی‌هایی که به سلیقه شخصی خود کارکنان جذاب به نظر نمی‌آید. پاداش خلاقانه کار در حرفه سرگرمی سبب جذب کار به این صنعت می‌شود که یک بازار کار رقابتی را نتیجه می‌دهد که نیاز به سطح بالایی از تعهد و عملکرد از کارکنان دارد. جوامع صنعتی مانند انجمن بین‌المللی توسعه بازی (IGDA)، بحث‌های زیادی در مورد این مشکل را انجام می‌دهند؛ آن‌ها نگران هستند که شرایط کاری در این صنعت موجب نابودی کیفیت زندگی کارکنان شود.

### crunch time
برخی از توسعه دهندگان بازی‌های ویدئویی (مانند Electronic Arts) متهم به درخواست بیش از حد از " crunch time " شده‌اند. "crunch time" زمانی است که تیم به این نتیجه می‌رسد که نمی‌تواند کارها را در زمان تعیین شده تمام کند تا بازی را طبق برنامه در زمان مقرر شده انتشار دهد. پیچیدگی روند کار و ناملموسی نیازهای هنری بازی سبب سخت شدن انجام کارها تا مهلت تعیین شده می‌شود.
بیشتر مهندسان و هنرمندان بازی در ایالات متحده آمریکا کارمندانی هستند که ماهانه حقوق دریافت می‌کنند؛ به عنوان "متخصص exempt non-hourly-paid "، به ازای ساعات اضافه کاری حقوق دریافت نمی‌کنند. کالیفرنیا یک استثناء است که در آن توسعه دهندگان نرم‌افزار به ازای هر ساعت اضافه کاری حداقل حقوقی را دریافت می‌کنند. در سال ۲۰۰۸، با توجه به اصلاحیه قانون کار کالیفرنیا ۵۱۵٫۵ توسط Bill SB 929، حداقل دستمزد ۳۶ دلار در هر ساعت (یا ۷۴۸۸۰ دلار در هر سال) بود.
توجه به "crunching" توسط پست وبلاگ ۲۰۰۴ تحت عنوان ea_spouse مطرح شد. اعتراض به "crunch time" توسط ارین هافمن (نامزد توسعه دهنده Electronic Arts Leander Hasty) نوشته شده بود که ادعا کرد که زندگی او به‌طور غیرمستقیم توسط خط مشی کار شرکت تخریب شده‌است. این موضوع منجر به بحث در صنعت شد اما تغییرات قابل توجهی صورت نگرفت، تا مارس ۲۰۰۵ که Electronic Arts اعلام کرد برنامه پرداخت حقوق اضافه کاری را برای کارمندانی که واجد شرایط نیستند در نظر دارد. چون برای طراحان بازی‌های ارشد مسئولیت‌های سنی و خانوادگی مهم‌تر می‌شود، بسیاری از شرکت‌ها در حال متعادل سازی "crunch time" هستند تا کارکنانی با کیفیت زندگی بهتر داشته باشند.
وضعیت مشابهی در ژانویه ۲۰۱۰ به نمایش گذاشته شد، زمانی که گروهی از "همسران Rockstar"، همسران توسعه دهندگان در Rockstar San Diego، نامه ای برای اعتراض به بدتر شدن شرایط کار از بعد سال ۲۰۰۹ به مدیریت استودیو پست کردند. چند تا از کارمندان سابق rockstar هم چنین اعتراضاتی انجام داده بودند. انجمن بین‌المللی توسعه بازی‌ها ملاحظه کرد که شرایط کاری Rockstar به شدت پر زیان است. نگرانی مشابهی راجع به "crunch time" در همان استودیو در زمان‌های انتشار Red Dead Redemption 2 در اکتبر ۲۰۱۸ به وجود آمد.

### اتحادیه
همانند دیگر صنایع تکنولوژی، توسعه دهندگان بازی‌های ویدئویی به‌طور معمول اتحادیه ندارند. چون صنعت بیشتر در حال هدایت شدن توسط خلافیت و نوآوری است، به جای اینکه توسط تولیدات هدایت شود. عدم تمایز بین مدیریت و کارکنان در کار شرکت، و سرعتی که صنعت در حال پیشرفت است، باعث می‌شود که اقدامات تشکیل اتحادیه مشکل باشد. با این حال، زمانی که وضعیت مربوط به زمان بحران(crunch time) در اخبار شایع می‌شود، معمولاً پتانسیل تشکیل اتحادیه به وجود می‌آید. یک نظرسنجی که توسط انجمن توسعه دهندگان بازی‌های بین‌المللی در سال ۲۰۱۴ انجام شد، نشان می‌دهد که بیش از نیمی از ۲۲۰۰ تا توسعه دهنده دهنده ای که در نظر سنجی شرکت کردند، تشکیل اتحادیه را ترجیح می‌دادند.
در سال ۲۰۱۶، بازیگران صوتی در حال انجام کار برای بازی‌های ویدئویی در انجمن بازیگران Screen-Federation فدراسیون بین‌المللی تلویزیون و رادیو (SAG-AFTRA)، زمانی که قرارداد استاندارد اتحادیه در حال تمدید بود، در برابر چندین ناشر بزرگ اعتصاب کردند و خواستار پرداخت حق امتیاز و تدارکات مربوط به ایمنی اجرای صوتی خود شدند. اعتصاب بازیگران صدا بیش از ۳۰۰ روز تا سال ۲۰۱۷ ادامه داشت تا یک قرارداد جدید بین SAG-AFTRA و ناشران ایجاد شد. در حالی که این مقدار تأثیر در چند بازی در صنعت داشت، این مسئله را مطرح کرد که آیا توسعه دهندگان بازی‌های ویدئویی باید اتحادیه باشند یا خیر.
جنبش مردمی، Game Workers Unite، در سال ۲۰۱۷ برای بحث در مورد مسائل مربوط به اتحادیه سازندگان بازی ایجاد شد. این گروه در جریان کنفرانس توسعه دهندگان بازی در ماه مارس ۲۰۱۸ با برگزاری جلسه بحث و گفتگو با انجمن بین‌المللی بازی‌سازان (IDGA)، انجمن حرفه‌ای برای توسعه دهندگان، به میدان آمد. بیانیه‌های مدیر اجرایی IDGA Jen MacLean مربوط به فعالیت‌های IGDA ضد اتحادیه به نظر رسیده بود و Game Workers Unite تمایل داشتند که یک مباحثه برای بیان نیاز توسعه دهندگان به اتحادیه ایجاد کنند. پس از ناپدید شدن ناگهانی بازی‌های Telltale در سپتامبر ۲۰۱۸، دوباره جنبشی درخواست اتحادیه را به صنعت داد. این جنبش استدلال کرد که Telltale هیچگونه اخطاری به ۲۵۰ کارمندش نداده بود که ادامه ندهند. این شرکت کارکنان اضافی را یک هفته قبل از ناپدید شدنش استخدام کرده بود و آن‌ها را بدون حقوق بازنشستگی یا گزینه‌های مراقبت‌های بهداشتی ترک کرد. استدلال می‌شود که استودیو این را بستن استودیو تا اخراج کردن ملاحظه کرده‌است، چرا که در صورت عدم اطلاع‌رسانی توسط قانون اخطار تنظیم مجدد و بازپرداخت کارکنان سال ۱۹۸۸ پیش از اخراج، اطمینان حاصل می‌شود. اوضاع به عنوان "بهره وری" مورد بحث قرار گرفت، همان‌طور که Telltale شناخته شده بود که کارکنان خود را مجبور می‌کرد تا غالباً در زمان "crunch time" کار کنند تا بازی‌های خود را ارائه دهند.

## زنان در توسعه بازی
با توجه به مجله Variety، در سال ۱۹۸۹ زنان تنها ۳ درصد از صنعت بازی را تشکیل می‌دادند.‌گری کار (مدیر خلاق Lionhead Studios) در سال ۲۰۱۳ پیش‌بینی کرد که ظرف ۵ تا ۱۰ سال آینده، ۵۰ درصد نیروی انسانی بازی را زنان تشکیل خواهند داد. براساس گزارش حقوق بازنشستگان بازی وبگاه Gamasutra، در سال ۲۰۱۴ در ایالات متحده به ازای هر ۱ دلار مردها، زن‌ها فقط ۸۶ سنت درمی‌آوردند. حقوق زنانی که طراحی بازی را انجام می‌دادند نزدیک‌ترین نسبت را به درآمد مردها داشت. به ازای هر ۱ دلار مردها زن‌ها ۹۶ سنت درمی‌آوردند. در حالی که زنان حرفهٔ صوتی بزرگترین اجتماع را تشکیل می‌دادند و ۶۸٪ از آنچه مردان در همان موقعیت درآمد داشتند را کسب می‌کردند.